# Sneeuwwit franjekelkje
Het sneeuwwit franjekelkje (Dasyscyphella nivea) is een schimmel behorend tot de familie Lachnaceae. Hij leeft saprotroof op dood loofhout en schors van eiken (Quercus) en Fagus . Hij is ook ook bekend van Carpinus, Corylus en wilgen (Salix) in verschillende biotopen.

## Kenmerken

### Uiterlijke kenmerken
De apothecia (vruchtlichamen) zijn vlak, schijfvormig tot bijna komvormig en duidelijk gesteeld. De buitenkant ziet er viltig en wollig uit door het haar. De diameter bedraagt 1 tot 2 millimeter. Hij is helemaal wit. De rand is gekarteld, vaak bedekt met kristallen.

### Microscopische kenmerken
Microscopisch zijn de randharen met één tot drie gladde, iets verbrede topcellen kenmerkend. De haren zijn gesepteerd, fijnkorrelig, hebben twee apicale cellen en meten 45-100 × 2-2,5 μm (sommige bronnen melden 60-110 × 2-4 μm). Aan de punt bevindt zich een kaal, knotsvormig distaal segment. De asci zijn 41–54,5 × 3,3–4,8 μm groot en zijn cilindrisch gelobd en de apicale pore wordt blauw in Melzers reagens. De ascosporen zijn eencellig en meten (5,8–)6,4–8(–9) × 1,6–2 μm. De parafysen zijn nauw lancetvormig, hebben een diameter van 1,6–2,3 μm en groeien 3,3–10 (–12,5) μm boven de asci. Septa zijn alleen in het onderste gedeelte aanwezig. Croziers (haakvormige basis) zijn niet aanwezig.

## Vergelijkbare soorten
Er zijn ongeveer veertig vergelijkbare soorten die de witte, harige apothecia vormen. Ze kunnen alleen worden onderscheiden door microscopisch onderzoek. Dasyscyphella montana lijkt erg op elkaar. De volgende lijken ook erg op elkaar: Lachnum virgineum, Hyaloscypha aureliella, Mollisia cinerea, Eriopezia caesia en Hymenoscyphus fagineus.

## Verspreiding
Het sneeuwwit franjekelkje komt voor in Noord- en Zuid-Amerika, Europa, Azië, Australië en Nieuw-Zeeland. De meeste vondsten komen uit Europa. In Nederland komt het sneeuwwit franjekelkje vrij zeldzaam voor.

## Foto's

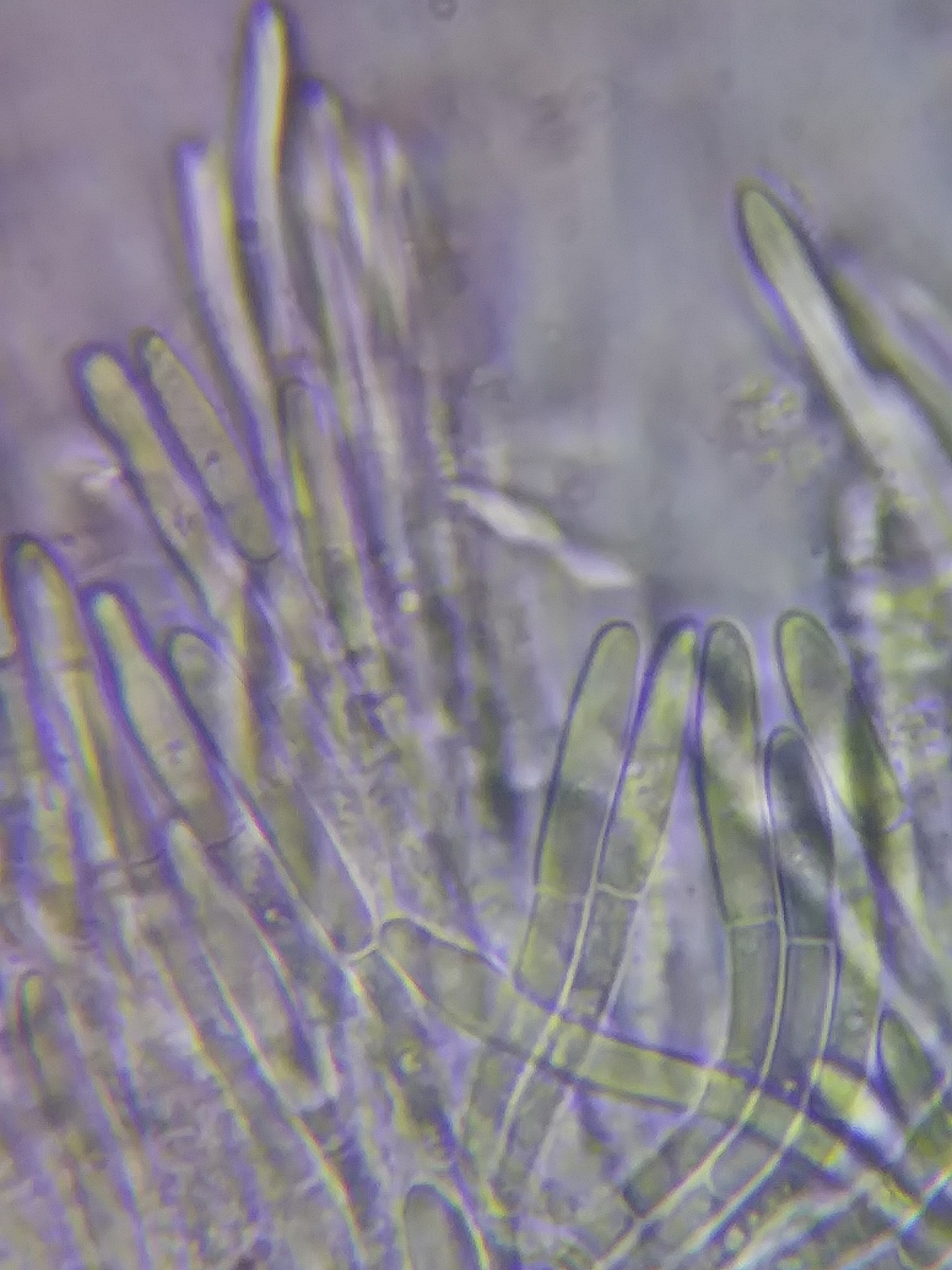
Smalle haren
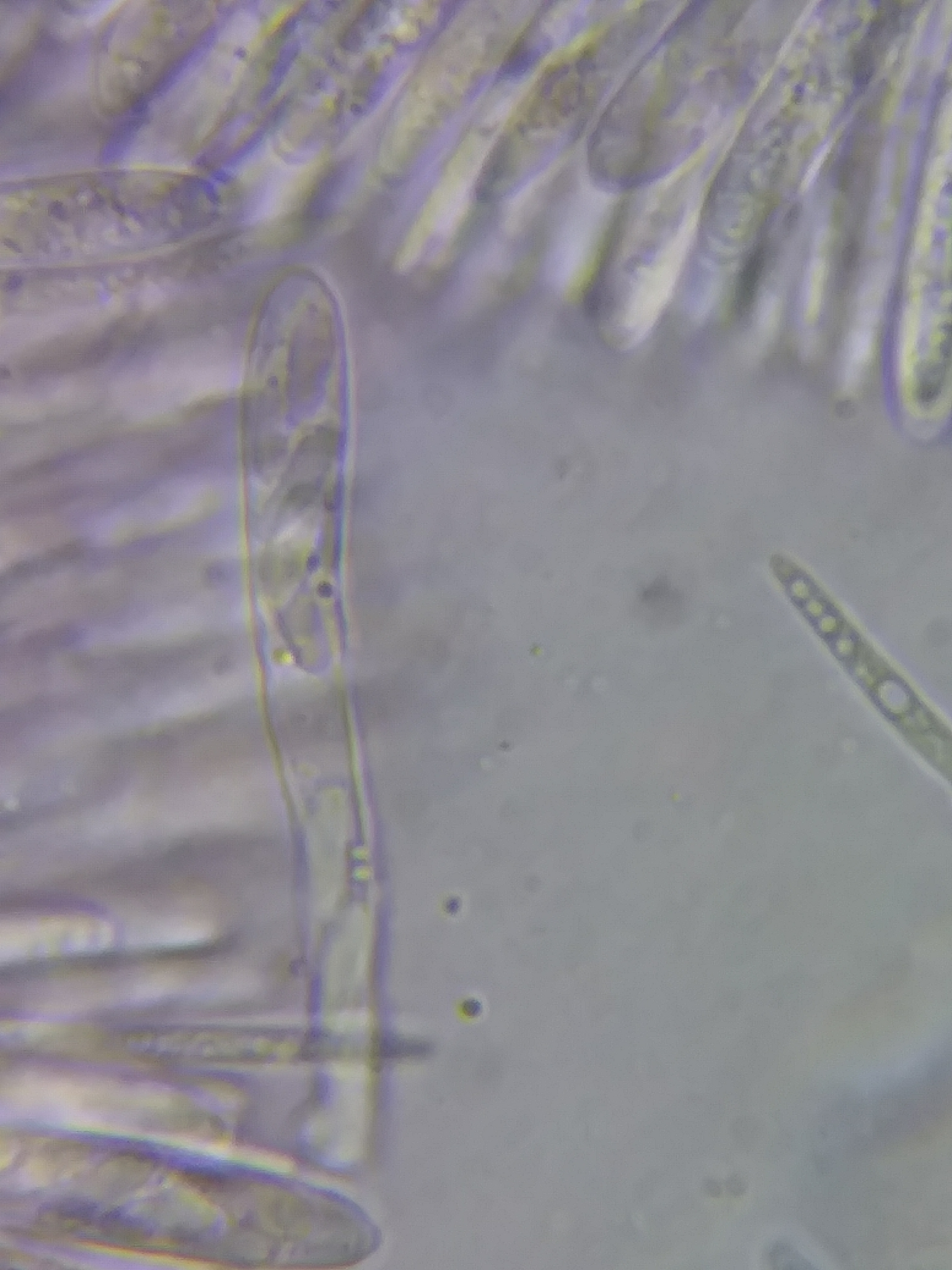
Ascus